# Crepidacantha poissonii
Crepidacantha poissonii är en mossdjursart som först beskrevs av Jean Victor Audouin 1826.  Crepidacantha poissonii ingår i släktet Crepidacantha och familjen Crepidacanthidae.
Artens utbredningsområde är Mexikanska golfen. Inga underarter finns listade i Catalogue of Life.